# 후륜 조향 시스템
후륜 조향 시스템(영어: Rear Wheel Steering, RWS)은 차량의 주행 상황에 따라 전륜의 조향각에 맞춰 능동적으로 후륜 조향각을 제어하는 기술이다.

## 상세
2021년 8월 10일, 제네시스 G80 스포츠 출시와 함께 제네시스 브랜드 최초로 적용된 후륜 조향 시스템은 후륜 조향각을 능동적으로 제어한다.
주행 속도 60km/h 이하 저속 주행시 회전반경을 축소함으로써 U턴, 좁은 골목길 주행, 주차시 편의성과 민첩성을 향상시킨다. 또한, 후륜 조향 시스템을 적용하게 되면 최소 회전반경이 현대자동차 쏘나타 수준으로 축소된다. 고속 주행에는 차량이 횡방향으로 미끄러짐을 억제하고 빠른 차선 변경, 고속 선회, 긴급 회피 상황에서 선회 안정성과 차선 추종성을 향상시킨다.

## 기능

### 역상
중저속 주행 시 전륜의 반대쪽으로 후륜을 조향하여 중형차 수준의 회전 반경을 확보한다.

### 통합제어
선회 주행 중 차량의 움직임을 실시간으로 감지한다. 또한, 전자식 차체 자세 제어 시스템의 제동제어와 후륜 조향 시스템을 통합제어해 줌으로써 최적의 선회 성능을 구현한다.

### 동상
고속 주행 시 전륜과 같은 방향으로 후륜을 조향하여 선회 주행의 안정성을 확보한다.

## 같이 보기
- 후륜구동
- 제네시스
- 제네시스 G80
- 자동차